# Magnus Ladulås
Magnus Ladulås, egentligen Magnus Birgersson, född omkring 1240, död 18 december 1290 på Visingsö, var kung av Sverige 1275–1290. Magnus var son till Birger jarl och Ingeborg Eriksdotter. Han var gift med Helvig av Holstein och far till bland andra efterträdaren Birger Magnusson.

## Uppväxt och åren som hertig
Om Magnus barndom och uppväxttid är inte mycket känt. Man vet namnet på två av hans lärare, riksrådet Björn Näf och en Magister Palne, av vilka den senare tycks ha varit inblandad i undervisningen av alla Birger jarls söner. Det är också känt att Magnus till utseendet var "något svart och mager", vilket föranledde ett mindre känt öknamn: "ketlaböter" (kittelflickaren) som han fick av svägerskan Sofia. 

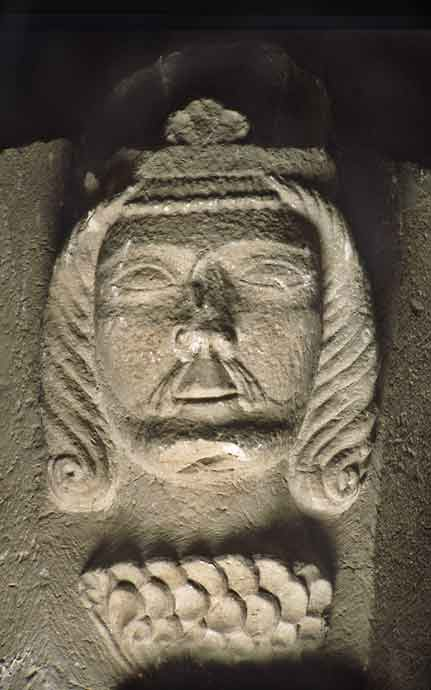
Magnus byst (som hertig) i Skara domkyrka.

Birger jarl förvärvade 1255 påvens välsignelse för sin plan att tilldela sönerna "vissa andelar i riket" (certas portiones in regno). Från denna tid började Magnus använda sin fars gamla sigill med en ny omskrift "iunior dux sweorum". Vid Birger jarls död 1266 övertog Magnus hans gamla jarladöme som hertigdöme, dock utan de maktbefogenheter som fadern haft. Magnus använde som hertig Birgers jarls forna titulaturfras "Dei gratia dux sweorum" ("Av Guds nåde svearnas hertig"). Under åren 1267–1273 kan man inte i svenska källor finna något som tyder på att hans ställning på något sätt rubbade brodern Valdemars auktoritet som enväldig kung. Men enligt sagan om Valdemars svåger, Magnus Lagaböter, skedde en hel del på det politiska fältet. Magnus Lagaböter och Valdemar var gifta med var sin dotter till den danske kungen Erik Plogpenning och den norske kungen hade därför goda skäl för att noga bevaka den politiska utvecklingen i Sverige.
Oroselementet framför andra i svensk inrikespolitik under dessa år var den tredje av jarl Birgers söner, Erik, som var missnöjd med sin undanskymda roll och därför började arbeta på att tillsammans med Magnus försvaga Valdemars ställning. Från omkring 1272 började den underminerande verksamheten ge synliga resultat. Som Erikskrönikan konstaterar blev hertigens "rote" från denna tid större än kungens och Magnus började med stöd av en stormannakrets ställa krav på större andel i makten.
Under 1274 blev krisen akut för kung Valdemar och han vidtog motåtgärder för att hindra Magnus maktövertagande. Av ett brev från 22 augusti 1274 framgår att Magnus nu flyttat fram positionerna till den grad att även hans sigill dyker upp under brev som normalt skulle sigillerats endast av kungen. Av de påvebrev från 9 januari 1275 som Valdemar utverkat framgår att ett inbördeskrig var nära förestående. Enligt breven har "oroselement" inom riket satt upp Valdemars bror Magnus som motkonung, en "rex Suecie de facto". Magnus och Erik hade sökt stöd hos Erik Klipping som genom ett avtal i Sønderborg förband sig att till brödernas förfogande ställa 100 tungt beväpnade ryttare med följen (totalt 500–600 man). Som motprestation lovade Magnus och Erik 6 000 mark silver. Med den danska militära hjälpen kunde Valdemar besegras i slaget vid Hova den 14 juni 1275.
Valdemar flydde över gränsen till Norge men bestämde sig för att återvända och blev då gripen, varefter förhandlingar vidtog. Alla parter hade fullt klart för sig att en militär seger i ett fältslag på Tiveden inte var någon hållbar grund för att avsätta Valdemar permanent. Magnus och hans rådgivare visste mycket väl att de måste förmå Valdemar att avsäga sig kronan. På det stormannamöte i Västergötland som följde på slaget vid Hova, bestämdes därför att riket skulle delas och Valdemar fick på sin lott Västergötland, Dalsland, Värmland och Småland. Mot dessa områden utfärdade Valdemar på Asknäs en försäkran med vilken han avstod sitt ”ärvda rike” till hertig Magnus. Genom en formell ceremoni på Mora äng avsade sig Valdemar kronan och Magnus utropades till kung 22 juli 1275.

## Magnus regeringstid

### Inrikespolitiken
Magnus tronsattes 22 juli 1275 i Uppsala domkyrka och gjorde sin bror Erik till hertig. Erik avled dock redan samma år och någon ny hertig utsågs inte. I stället framträder den yngre brodern Bengt från och med denna tidpunkt som den närmaste i en fast krets av rådgivare. Sveriges biskopar accepterade Magnus som den nye kungen och pingstdagen den 24 maj 1276 ägde kröningen rum i Uppsala domkyrka.
Valdemar tvingades vid ett möte i Skänninge, troligen vintern 1277–1278, att upprepa sin tronavsägelse efter ett misslyckat försök att hösten 1277 rekrytera markgrevarna av Brandenburg för sin sak. Efter att Valdemar gått med på att tituleras quondam rex (före detta kung) återinsattes han i besittning av sina arvegods och tilldelades kronans rättigheter i Västergötland och Östergötland som ett slags villkorlig förläning.
Magnus regeringstid har karakteriserats som "tiden för privilegiesamhällets definitiva etablering". Magnus utlovade redan vid sin kröning 1276 ett generellt befrielsebrev till kyrkan från alla statliga pålagor och detta löfte infriades vid drottning Helvigs kröning i Söderköping 29 juli 1281. Vid ett herremöte på Alsnö utfärdades motsvarande privilegiebrev, Alsnö stadga, för det världsliga frälset. Detta skedde sannolikt 27 september 1280, en dryg månad efter att det sista stora upproret under 1200-talet slagits ner och dess ledare halshuggits i Stockholm 20 augusti. Syftet med reformerna var att slutgiltigt avskaffa det gamla systemet där kungamakten var baserad på – och begränsad av – Uppsala öd, kungens hird och ledungen. Det nya var ett förvaltningssystem som byggde på fasta skatter, borgar med vidhängande slottslän och frälsets militära tjänstgöringsplikt. 
Dessa brev kompletterades med ytterligare bestämmelser, den så kallade Skänninge stadga som utfärdades i samband med ett möte i Skänninge 1284. Skänninge stadga innebar bland annat en formalisering av konungens "råd" och innebär i praktiken att tidpunkten kan räknas som riksrådets tillkomstår. Under Skänninge möte lät Magnus också välja sonen Birger till kung och dennes yngre bror Erik till hertig.
Marskens ställning tycks ha stärkts, och fem marskar än kända från Magnus regeringstid, Karl Gustafsson var en av ledarna för det sista, Tredje folkungaupproret 1278–1280. och kan ha avrättats 1280. Magnus Haraldsson anges som marsk från är 1280, avlöst av Håkan Tunesson som var marsk 1281–1288, och Håkan Mattsson den äldre 1289, båda dessa Håkan tillhörde Vinstorpaätten. Torgils Knutsson blir marsk 1289 eller under Magnus dödsår 1290.
Kung Magnus råd kan från denna tid tydligt identifieras. Den främste är brodern Bengt, hertig av Finland och biskop i Linköping. Han var kunglig kansler. I rådet sitter alla biskoparna, utom de i Växjö och Åbo. De ledande världsliga stormännen i kungens råd var Bengt Magnusson, Magnus Johansson (Ängel), Svantepolk Knutsson, Ulf Holmgersson (Ama), Anund Haraldsson (Vingad Lilja) och Knut Matsson. Som drots tjänstgjorde Magnus Ragvaldsson och som marsk Håkan Tunesson. Att Erikskrönikans anklagelser om kung Magnus favorisering av utländska män är svåra att styrka, visas av att endast en sådan ingick i rådet, brandenburgaren Werner Brunkow.
Kung Magnus stärkte successivt sin ställning och lät 1285 fängsla Valdemar som enligt anklagelseakten efter sin avsättning fört ett leverne som väckt "anstöt och avsky". Magnus omyndigförklarade sin bror och insatte sig själv som hans målsman och giftoman för Valdemars barn. Ungefär samtidigt, omkring 1284–85, framtvingade Magnus också en formell underkastelse av Gotland i förhandlingar där han representerades av Anund Haraldsson och Johannes Odulphi, ärkedjäkne i Uppsala. Gutarna erkände sin ledungsskyldighet och dess omsättande i en skatt, ledungslama, mot att kungen bekräftade deras rättigheter och gav privilegier på handeln med Karelen. Gotlandsfrågan reglerades på nytt 1288 och det gällde då främst konflikten mellan Visby och övriga Gotland. Magnus tvingade vid ett möte i Nyköping parterna till en förlikning.
Samma år, 1288, inträffade en incident som visade att allt motstånd mot Magnus ändå inte var brutet och gav en föraning om de omvälvningar som skulle komma att äga rum efter hans död. Folke Algotsson, son till västgötalagmannen Algot Brynolfsson, gjorde sig skyldig till ett brudrov som bröt konungs edsöre. Folke rövade bort Svantepolk Knutssons dotter Ingrid, en gärning som ledde till att hans far fängslades och han själv med flera av sina bröder, däribland kanslern Peter Algotsson, flydde till Norge. Lagman Algot frigavs då sonen Brynolf Algotsson, biskop i Skara, gått i borgen för honom.

### Utrikespolitiken
Magnus Ladulås trontillträde blev möjligt genom fördraget i Sønderborg och det militära understöd som Erik Klipping levererade till ett förhållandevis lågt pris. Den danske kungen hade mycket att vinna på en allians som kunde försvaga positionen för Erik Plogpennings arvingar, av vilka Valdemars drottning Sofia var en. När det väl kom till kritan vann dock inte Erik så mycket som han haft anledning att vänta sig. Magnus fullföljde nämligen aldrig sin del av fördraget, vilket ledde till att alliansen bröts och Magnus valde att i stället vända sig till Holstein för utrikespolitiskt stöd. Åtminstone delvis var hans äktenskap med Helvig ett motdrag, eftersom Valdemar tidigare överenskommit med Gerhard I av Holstein om äktenskap mellan en av sina döttrar och en bror till Helvig.
Äktenskapet var en dyr affär för Magnus och det syns bland annat genom att han 1278 beslagtog medel till det av påven 1274 påbjudna korståget med hänvisning till den ansträngda finansiella situationen. Redan 1279 övertalade han dessutom vid ett möte i Tälje biskoparna att bevilja en så kallad gärd för att man skulle kunna lösa in Lödöse från kung Erik som haft det i pant för sønderborgsöverenskommelsen. Genom åtgärden återställdes de tidigare goda förbindelserna mellan Magnus och Erik Klipping.
Från 1282 fram till hans våldsamma död i Finderup 1286 förvärrades dock det politiska läget för Erik Klipping successivt i och med att den danska oppositionen via Magnus Lagabötes änka Ingeborg, den andre av Erik Plogpennings huvudarvingar, gjorde upp om en allians med den norska förmyndarregeringen. Situationen förvärrades även för Magnus Ladulås genom att ett antal nordtyska städer gick samman i ett förbund, "Rostocker Landesfrieden", riktat i första hand mot Magnus utrikespolitiskt viktigaste allierade, markgrevarna av Brandenburg. Den potentiella fara mot Sverige som förbundet utgjorde, främst på grund av dess handelsförbindelser med Gotland, försvagades dock i mitten av 1280-talet genom att Norge, som såg förbundet som ett hot mot sina handelspolitiska intressen, sökte en allians med Erik Klipping mot det nordtyska förbundet.
När Norge sattes i handelsblockad av Hansan innebar det att en möjlighet öppnades för kung Magnus att agera medlare. Han sammankallade parterna till ett möte vid Gullbergshed midsommaren 1285. Parterna lade fram sina inlagor och uppdrog till Magnus att efter granskning av deras argument fälla skiljedom, vilket han gjorde i Kalmar 31 oktober samma år. Domen var i alla avseenden till fördel för den nordtyska stadsalliansen. Samtidigt som den avslöjade Magnus bedömning av den norska slagstyrkan, skapade domen förutsättningar för ett politiskt närmande mellan Sverige och de nordtyska städerna. Sammantaget med den tidigare träffade överenskommelsen om gotlandshandeln innebar domen att Magnus Ladulås utrikespolitiska ställning stärktes betydligt på hans nordiska konkurrenters bekostnad. De tyska städerna hade all anledning att i likhet med de brandenburgska markgrevarna betrakta Magnus Ladulås som den starkaste aktören på den nordiska politiska arenan. Att starta ett bråk om hans övertagande av Visby och kontrollen över gotlandshandeln ansågs inte vara värt priset. Magnus agerande skapade en utrikespolitiskt stabil situation som gav honom möjlighet till en ny kraftfull aktion inrikes, nämligen fängslandet av Valdemar.
Magnus Ladulås utrikespolitiska kontakter begränsades inte till den ovannämnda. Han var samtida med Edvard I av England, Filip IV av Frankrike, Rudolf av Habsburg och Peter III av Aragonien. Vilka av dessa han var i direkt kontakt med vet man inte så mycket om. En orsak till det är att kung Magnus regeringsarkiv som deponerades i Uppsala domkyrka efter hans död, och senare utnyttjades av historikerna Ericus Olai och Olaus Petri, är spårlöst försvunnet sedan 1530-talet.
Magnus mottog en tagg från Kristi törnekrona av Filip IV, vilket var den vanliga hedersgåvan från franska kungar till andra kungar. Man kan vara tämligen säker på att Magnus var väl informerad om vad som hände i de ovannämnda europeiska rikena. Den övergång från rent feodala förhållanden till ständersamhälle som var långt gången på många håll i Europa kunde ge en del vinkar om vad framtiden skulle medföra. Vikten av en differentiering av ekonomin och en snabb utveckling av administrativa och militära system var lärdomar som kunde dras och spåren av dem syns också tydligt i den inrikespolitiska utvecklingen under Magnus tid. Alsnö stadga och hela det reformpaket som kan knytas till den och följande stadgor kan knappast förklaras tillfredsställande utan att man beaktar Magnus engagemang i utrikespolitiken. Magnus Ladulås femtonåriga regeringstid innebar en fortsättning och forcering av Knut Erikssons och Birger jarls politik, med en medveten integrering av Sverige i den kontinentala politiken. Från och med Magnus tid och till medeltidens slut är det tyska inflytandet i Sverige mycket påtagligt både i politik och handel.

### Kung Magnus och kyrkan

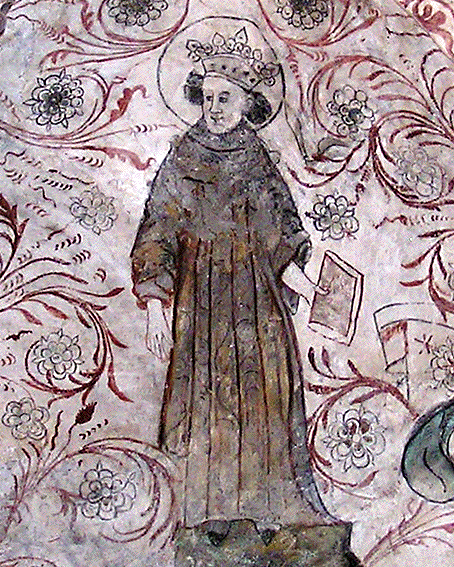
Magnus Ladulås, fresk i Överselö kyrka.

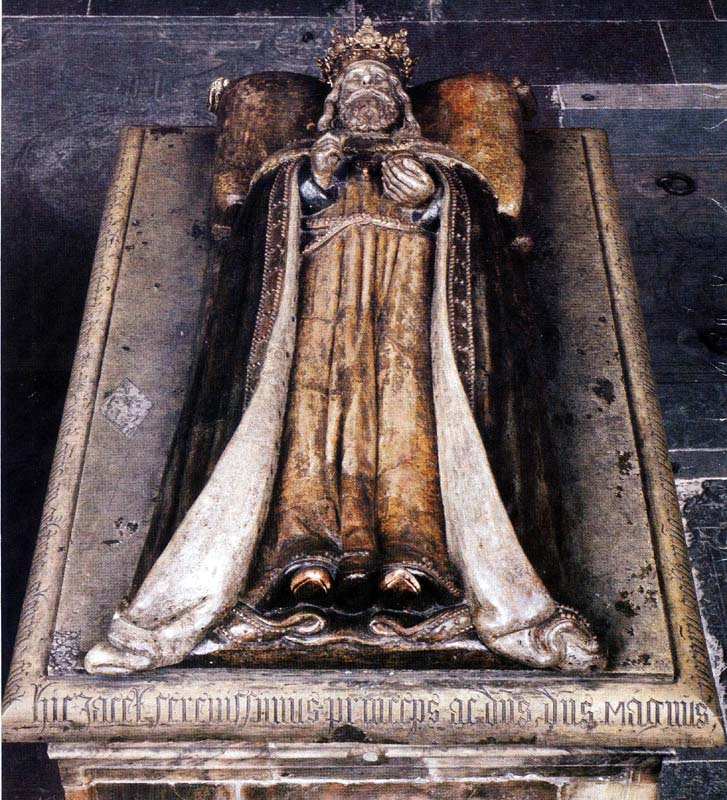
Kung Magnus gravmonument i Riddarholmskyrkan

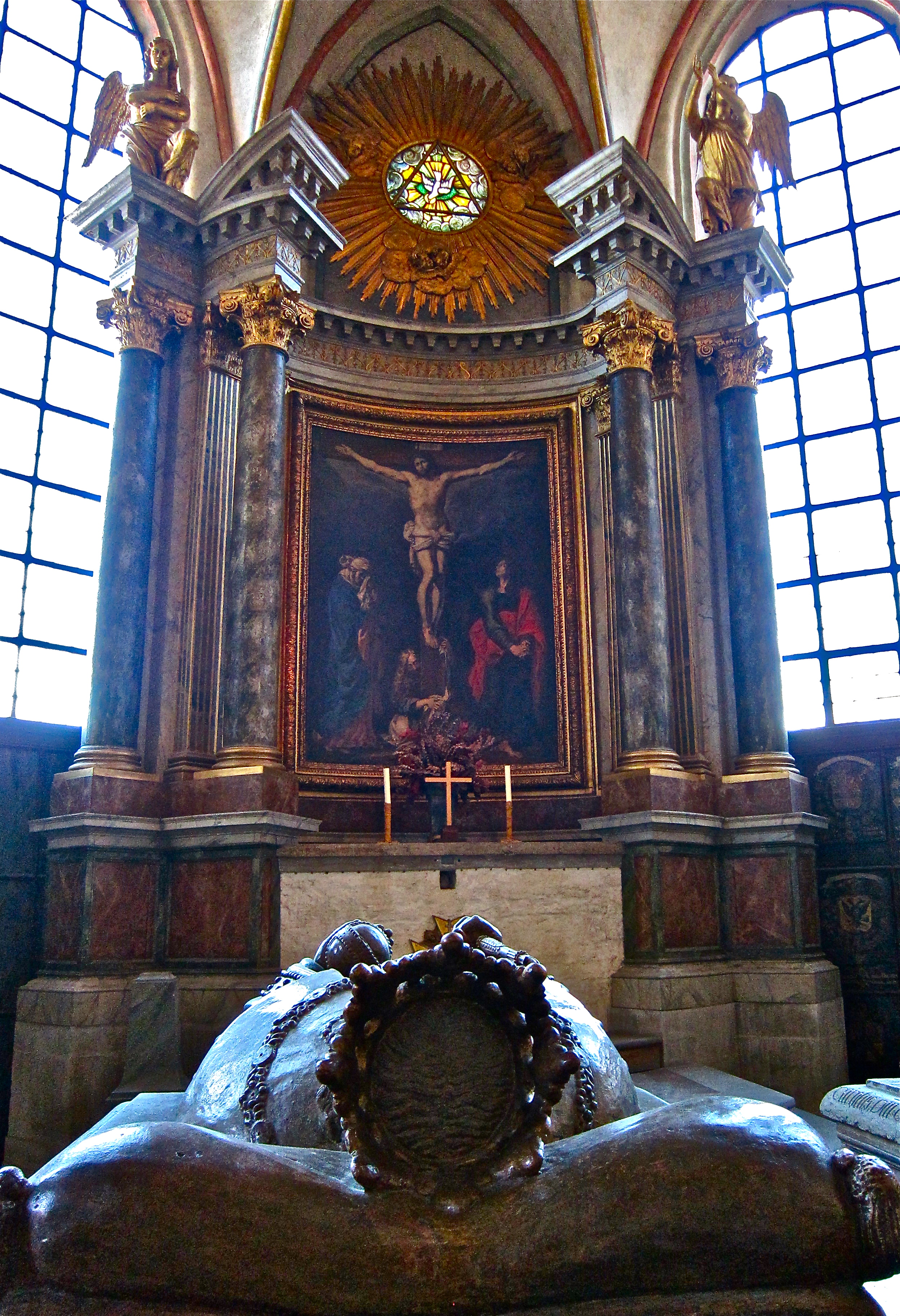
Monument tillägnat Magnus Ladulås framför altartavlan.

När det gällde kyrkan följde kung Magnus samma linje som Birger jarl. Magnus regering var liksom faderns präglad av insikten om kyrkans makt och administrativa kompetens. Den skriftliga administration som endast kyrkans läs- och skrivkunniga klerker kunde tillhandahålla var ett av de fundament på vilket deras samhällsreformer byggdes. Att kyrkan fick sina generella privilegier skriftfästa flera år före det världsliga frälset är talande. Kyrkans män, av vilka hans bror Bengt var en av de främsta, var också medvetna om att deras status stärktes i takt med kungamaktens. Efter Magnus död utfärdades en bestämmelse om att varje präst i ärkestiftet årligen, i evärdelig tid, skulle förrätta en mässa till hans minne på dödsdagen 18 december.
Magnus kyrkliga engagemang var starkt även på det personliga planet. Han gynnade särskilt "de små bröderna", franciskanerna. Han valde sin gravplats i deras kyrka i Stockholm och lät bygga ett konvent på Norrmalm för ordens kvinnliga gren, klarissorna, samt donerade i sitt testamente en stor summa till ordensgrundarens grav i Assisi. Även släktens gravkyrka i Varnhem fick en stor donation i hans testamente. Alla domkyrkor, kloster och hospital ihågkoms också i testamentet, liksom varje sockenkyrka i socknar där det fanns kungliga gods.
Den egna själens öde var något som uppenbarligen upptog en hel del av kungens tankar. Förutom de stora donationerna till kyrkan skaffade han även påvligt tillstånd att utse en biktfader som kunde meddela honom syndaförlåtelse och avlösning från givna löften, bland annat ett korstågslöfte, som han inte kunnat hålla. Det fanns förmodligen en del att berätta i biktstolen, bland annat om övervägandena inför den skoningslösa avrättningen av upprorsmännen i augusti 1280 för deras "grova och anmärkningsvärda brott" (grauibus et notoriis excessibus). Av en sen dispensansökan, elva år efter äktenskapets ingående, framgår att kung Magnus haft en utomäktenskaplig sexuell relation med en kvinna, oklart vem, som var släkt med hustrun Helvig i fjärde led.
De sista åren av sitt liv sysslade Magnus mycket med kyrkliga angelägenheter. Även det sista livstecknet har kyrklig anknytning. Med ett brev, daterat i Bjälbo 3 december 1290, bytte han sin gård i Fors i Eskilstuna till Johanniterorden. Bytesbrevet sigillerades förutom av kungen även av bröderna Bengt och Valdemar, och den innersta kretsen av rådgivare: biskop Anund i Strängnäs, Magnus Johansson, Anund Haraldsson, Ulf Holmgersson och Werner Brunkow. Två veckor senare, 18 december, avled Magnus på Visingsö av sin svåra sjukdom. Erikskrönikan beskriver hans förberedelser för rikets överlämnande som påbörjades "Thaghar (då, så snart som) han pröwade hans soot war swa stark att han matte ey undan gaa (döden)".
Kyrkans minnesord över kung Magnus blev entydigt positiva: mässor skulle förrättas pro anima felicis memorie domini Magni, en konung som enligt Erikskrönikan gett landet "godhan rät i sina liffdaga, mykin frid och starkan agha". 
Den senare, mer negativa, bild som förmedlas av den heliga Birgitta har, trots att den framförs i hennes revelationer, föga med kyrkans hållning att göra. Hennes tvekan om kung Magnus befann sig i skärselden eller helvetet har en helt annan bakgrund i den världsliga aristokratins traditioner. Birgittas fördömande är en senkommen kritik från de högfrälse skikt som motsatte sig Magnus och krossades med "stark aga".

## Tillnamnet
Den tidigaste daterbara källa där kung Magnus kallas "ladulås" är sen, den så kallade Visbykrönikan, från 1412. Några år senare (1417) förekommer tillnamnet även i samband med Brynolf Algotssons kanonisationsprocess. När franciskanerna 1442 fick tillstånd att bygga ett kapell vid Uppgränna i Hålaveden, utfärdades det till ära för "helga konung Magnus Ladulås". Det första tolkningsförsöket av många finns i Lilla rimkrönikan från omkring 1450: "Allmogen mig Ladulås kalla, jag fridade rika och fattiga alla och bad dem sätta knapp för lada". 
Tolkningen har ofta ansetts syfta på Magnus införande av Alsnö stadga. Under medeltiden hade befolkningen gästningsskyldighet gentemot överhetspersoner. Om exempelvis kungen med följe under en resa genom landet behövde natthärbärge och underhåll så hade befolkningen skyldighet att bistå med detta. I Alsnö stadga inför Magnus Ladulås en begränsning av denna gästningsskyldighet, vilket kan ha uppfattats som att han bildligt talat satte lås på böndernas lador, så att de skyddades från stormännens våldgästning.  
Det är helt klart att binamnet inte är samtida. Ännu 1385 kallas Magnus Ladulås för "konung Magnus gamle" för att undvika förväxling med sonsonen Magnus Eriksson. Enligt en annan teori bar han namnet Magnus Ladislaus – den latiniserade formen av det slaviska Vladislav - som han möjligen ärvt av sin mammas förfäder, med rötter i slavisktalande områden.

## Familj
Magnus gifte sig i Kalmar 11 november 1276 med Helvig av Holstein (död 1324/1326), dotter till greve Gerhard I av Holstein. Paret fick följande barn:
1. Erik (omkring 1277–1279)
2. Ingeborg (1277/1279–1319), gift med danske kungen Erik Menved (1274–1319)
3. Birger (1280/1281–1321), kung av Sverige
4. Erik (omkring 1282–1318), hertig av Södermanland m.m.
5. Valdemar (omkring 1285–1318), hertig av Finland
6. Rikissa (1285/1287–1348), abbedissa i St Klara kloster i Stockholm

## Gravöppningen 2011
I det som troddes vara Magnus Ladulås grav i Riddarholmskyrkan (kryptan under hans monument) fanns åtta skelett, vilket konstaterats vid den första gravöppningen 1915. Enligt historiska källor skulle graven innehålla kvarlevorna efter Magnus, hans hustru, ett barnbarn och en dotter. Den 12 april 2011 öppnades graven för att få klarhet i släktskap, hälsa och matvanor genom modern analys av skelettdelarna. Tanken var även att göra jämförande DNA-analyser med de tre kroppar som finns i Birger jarls grav i Varnhem för att fastställa släktskapet.
Den 9 december 2011 meddelades att de undersökta skeletten inte var Magnus Ladulås med familj. Vid en C14-datering utförd av professor Göran Possnert, konstaterades att kvarlevorna var efter individer begravda någon gång omkring 1430–1520. Ansvariga för projektet antog att fel grav angetts som Magnus Ladulås grav och att han och familjen vilade i graven intill. Ansökan gjordes för att få öppna graven under våren 2012.
Den andra graven ansågs tillhöra Karl Knutsson (Bonde), då den markeras av ett monument över honom, placerat alldeles bredvid Magnus gravtumba. Dessa monument kom först till då Johan III lät göra en restaurering på 1570-talet och de är alltså i sin tur baserade på historik. Även denna grav undersöktes vid gravöppningen 1915 och då utmärkte sig ett skelett. Resterna av en begravningsdräkt ansågs tidsbestämma det till slutet av 1400-tal och då det stämde väl med Karl Knutsson fästes mindre vikt vid de övriga skelett i samma grav. De tre som låg djupast hade fått en enklare begravning, möjligen under klostrets första tid och skulle i så fall kunna vara Magnus med familj. Som hypotes framfördes 2011 att Karl Knutsson, för att höja sitt anseende som kung, inte bara låtit sig begravas intill kung Magnus utan till och med (falskeligen) gjort anspråk på den tidiga familjegraven.
Karl Knutssons grav öppnades i mars 2012, och kvarlevorna efter åtta personer hittades. Undersökningarna styrkte att det var Karls grav. I april meddelades att Magnus Ladulås inte funnits. De skelett i botten av tumban som man ansett kunde vara från 1200-talet, visade sig efter C14-undersökning vara från 1400-talet. Personerna i graven hade inte heller, med undantag av Karl Knutsson, uppnått 50 års ålder. Från tidigare öppning visste man att en av gravkammarens murar var orörd från medeltiden. Eftersom det visat sig att det fanns ett avstånd mellan de två gravkamrar som öppnats undersöktes muren för att avgöra om det kunde finnas ytterligare en gravkammare, från tiden för Riddarholmskyrkans ursprungliga uppförande och Magnus Ladulås död. Borrprov har visat att muren är en tegelsten bred och att utrymmet bakom är sandfyllt. Som ny hypotes antas att det finns en äldre gravkammare på denna mest centrala plats, precis framför altaret.
År 2014 gjordes inledande grävning och forskarteamet övertygade sig om att det fanns en gravkammare att undersöka närmare, men under flera år gavs inget tillstånd att fortsätta. Golvet återställdes och projektet avbröts 2018.